# Ruská emigrace v Československu

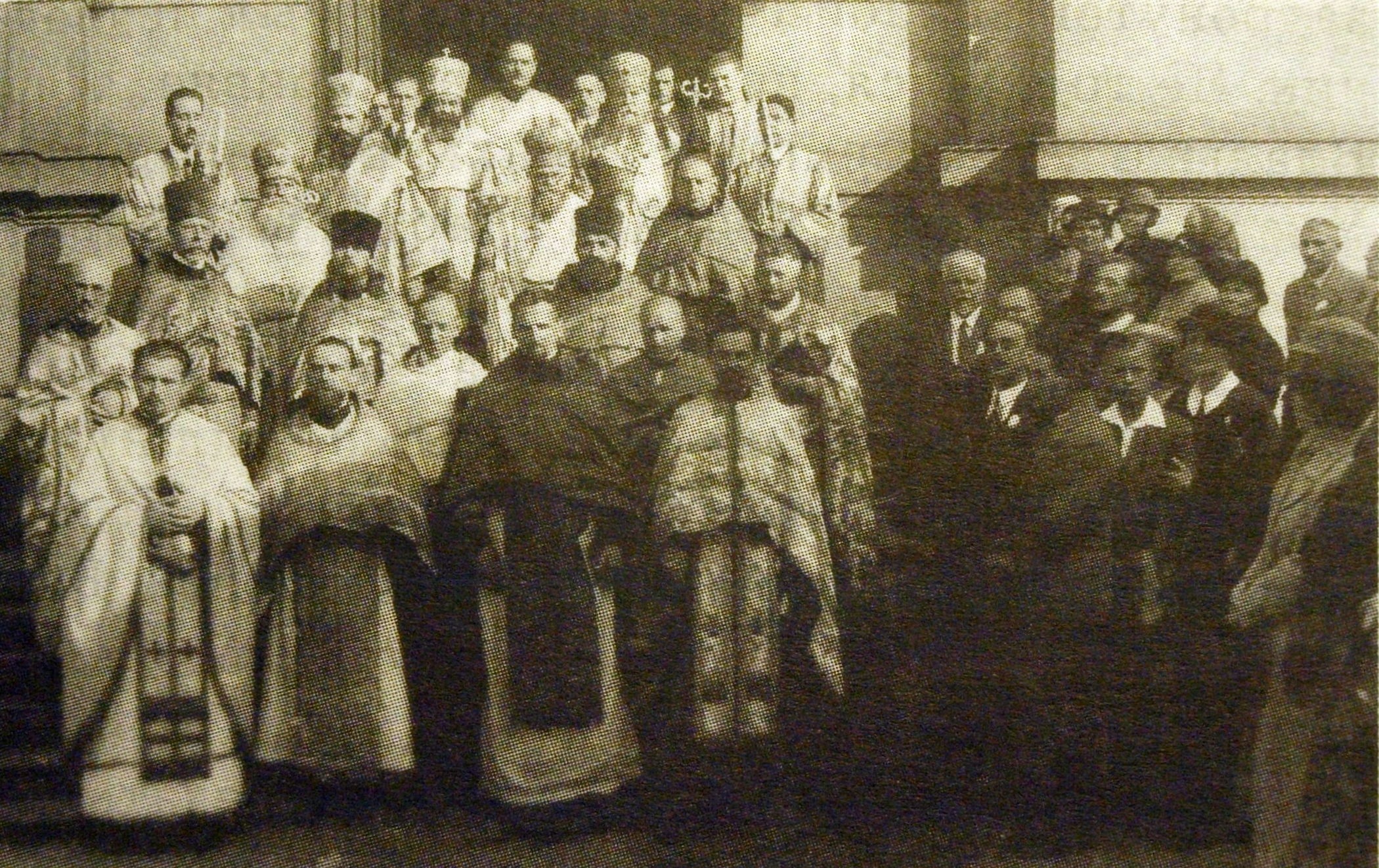
Svěcení pravoslavného chrámu svatých Cyrila a Metoděje v Resslově ulici v Praze. Na fotografii jsou vedle biskupa Gorazda také ruský biskup Sergij a jeho pomocník Isaakij.

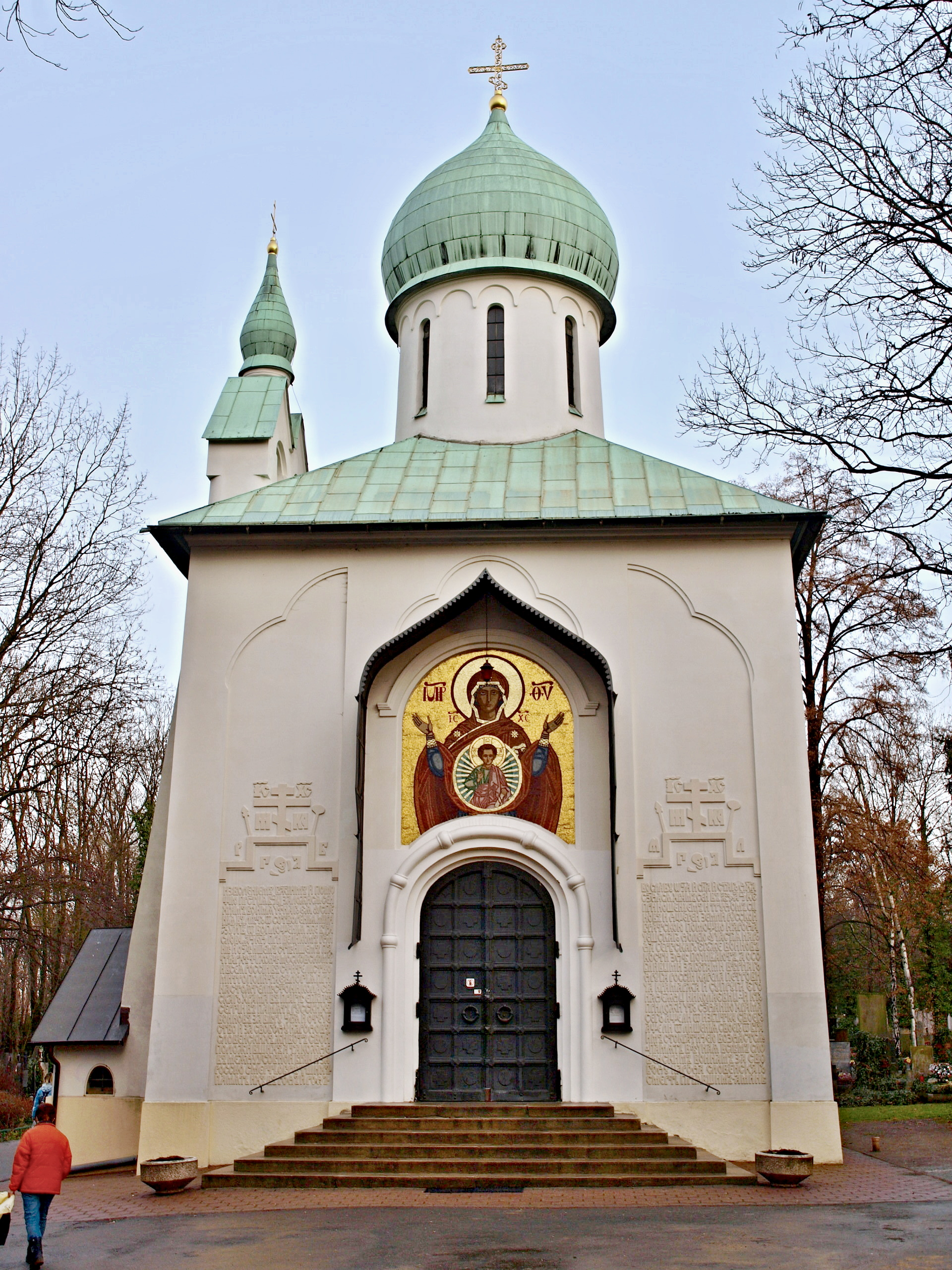
Chrám Zesnutí přesvaté Bohorodice v pravoslavné části Olšanských hřbitovů v Praze.

Ruská emigrace v Československu je souhrnné označení osob z tzv. bílé emigrace, které zejména z politických, ale také ekonomických či náboženských důvodů hledaly azyl v Československu po převzetí moci v Rusku bolševiky po říjnové revoluci z roku 1917. Pro lepší začlenění emigrantů do české a slovenské společnosti byla spuštěna tzv. Ruská pomocná akce.

## Historie
Většina emigrantů prchala z jižního Ruska a Ukrajiny zpočátku do Turecka a poté se přestěhovala do jiných slovanských zemí v Evropě (Jugoslávské království, Bulharsko, Československo a Polsko). Velký počet uprchlíků směřoval také do Estonska, Lotyšska, Litvy, Finska, Íránu, Německa a Francie. Někteří emigranti také uprchli do Portugalska, Španělska, Rumunska, Belgie, Švédska, Švýcarska a Itálie. V Berlíně a Paříži se vyvinuly velké prosperující emigrantské komunity.
V Československu a Jugoslávii byly prezentovány válečné pomníky ruským válečným padlým v panslovanském pojetí jako symbol společného boje Rusů s Čechy a Srby. Srbský král Alexandr I. byl rusofil, který ve své zemi vítal ruské emigranty, a po Francii měla Jugoslávie největší ruskou emigrantskou komunitu, což vedlo k tomu, že Jugoslávie měla téměř tolik válečných pomníků na padlé ruské války jako Francie.  Válečné pomníky v Jugoslávii obvykle také uctívaly jak srbské válečné padlé, tak příslušníky československých legií, kteří ve válce padli, což jim dávalo panslovanský nádech.
Vlivný konzervativní politik a rusofil Karel Kramář společně se svou manželkou Naděždou Nikolajevnou spolupracoval s ruskými emigranty na vybudování pravoslavného chrámu Zesnutí Přesvaté Bohorodice na Olšanských hřbitovech v Praze, který Kramář ve svém zahajovacím projevu nazval „pomníkem slovanského spojení“ a „připomenout Rusům nejen jejich dřívější utrpení, ale i uznání na straně Slovanů.“  Bohoslužba v Památníku padlých Rusů v Terezíně se v roce 1930 proměnil v „rusko-českou politickou demonstraci v projevu slovanské vzájemnosti“ s tématem, že Rusové umírali, aby Češi mohli být svobodní.
V Praze žila početná komunita ruských emigrantů a neustálým spojováním ruské zkušenosti z první světové války se zkušenostmi československých legií se dalo tvrdit, že Rusové pomohli vytvořit Československo.
Po druhé světové válce sovětské orgány (Směrš) odvlekly většinu ruských obyvatel zpět do staré vlasti. V roce 1946 Ruská svobodná univerzita ukončila svou činnost a v roce 1949 byla zrušena úplně.